# IC 3763
IC 3763 ist eine Balken-Spiralgalaxie vom Hubble-Typ SBb? im Sternbild Haar der Berenike am Nordsternhimmel. Sie ist schätzungsweise 1128 Millionen Lichtjahre von der Milchstraße entfernt.
Das Objekt wurde am 27. Januar 1904 von Max Wolf entdeckt.